# Kommentarbereich
Als Kommentarbereich oder Kommentarsektion wird der Bereich von Webseiten bezeichnet, in dem veröffentlichten Inhalte von Nutzern kommentiert werden können. Das Kommentieren journalistischer Inhalte gilt als eine Weiterführung von Leserbriefen als Reaktion auf Printmedien, jedoch haben sich Kommentarbereiche auf Online-Plattformen verschiedenster Inhalte und Formate durchgesetzt und sind durch die hinzugewonnene Möglichkeit der direkten Diskussion oft Teil des Nutzererlebnisses geworden.

## Arten
Es gibt geschützte und nicht geschützte Kommentarbereiche: Bei geschützten Kommentarbereichen müssen die Benutzer der Website vor dem Kommentieren bestimmte Informationen angeben bzw. sich registrieren. Viele Nachrichten-Websites sind zugangsbeschränkt, da sich die Benutzer anmelden und unter einem Benutzernamen posten müssen, der sie identifiziert. Kommentarbereiche können auch auf unterschiedliche Weise zugänglich sein, entweder direkt an einen Artikel oder ein Video angehängt oder über eine separate Webseite. Websites wie die New York Times stellten fest, dass die Beteiligung der Benutzer zunahm, wenn sich der Kommentarbereich direkt darunter befand.
Bei Kommentarbereichen ohne Gates müssen die Nutzer keine Informationen angeben, bevor sie etwas posten. Das Fehlen einer Einstiegshürde kann dazu führen, dass mehr Menschen einen Beitrag verfassen und möglicherweise eine Diskussion entsteht, die mehr Standpunkte abdeckt. Diese Anonymität führt jedoch nach Ansicht einiger zu unhöflichen Verhalten und einer höheren Wahrscheinlichkeit in den Kommentaren verbalen Aggressionen zu begegnen.

## Diskussionskultur
Kommentarbereiche haben den Ruf vergleichsweise stark von unhöflichen und streitlustigen bis zu feindseligem Verhalten geprägt zu sein. Die Gründe dafür werden zum einen in der annähernden Anonymität, zum andere in der Polarisierung gesehen. So sollen Personen mit starken Überzeugungen eher dazu neigen, zu kommentieren und anderen zu antworten, wenn der Kommentarbereich weithin gegen sie gerichtet ist. Ebenso neigen Benutzer dazu, zu schweigen, wenn ihre Ansichten weithin unterstützt werden. Hinzu kommt, dass Menschen eher dazu neigen, Nachrichtenartikel zu kommentieren, wenn sie persönlich betroffen sind.
Die Moderation von Websites ist kostspielig, und bezüglich potentieller Zensur kontrovers. Wenn ein Kommentarbereich moderiert wird, geschieht dies in der Regel auf eine der drei folgenden Arten: Pre-Moderation, Post-Moderation oder durch ein Meldesystem („Flagging“). Pre-moderierte Kommentare werden erst nach einer Prüfung sichtbar, während post-moderierte Kommentare nach einer Veröffentlichung geprüft werden. Kommentare, die mit einem Meldesystem moderiert werden, werden erst eingesehen, wenn sie von anderen Nutzern markiert („geflagt“) werden. In einigen Fällen können sowohl die Herausgeber als auch die Nutzer durch Abstimmungssysteme und Meldeoptionen unterschiedliche Grade der Moderation in Kommentarbereichen anbieten.